# Spilanthes bicolor
Spilanthes bicolor là một loài thực vật có hoa trong họ Cúc. Loài này được (DC.) Benth. & Hook.f. ex Hemsl. miêu tả khoa học đầu tiên năm 1881.